# Староборовицька сільська рада
Староборо́вицька сільська́ ра́да — адміністративно-територіальна одиниця та орган місцевого самоврядування у Щорському районі Чернігівської області. Адміністративний центр — село Старі Боровичі.

## Загальні відомості
Староборовицька сільська рада утворена в 1919 році.
- Територія ради: 61,516 км²
- Населення ради: 967 осіб (станом на 2001 рік)

## Населені пункти
Сільській раді підпорядковані населені пункти:
- с. Старі Боровичі
- с. Гвоздиківка

## Склад ради
Рада складається з 12 депутатів та голови.
- Голова ради: Моцар Ніна Василівна
- Секретар ради: Шевардіна Алла Анатоліївна

### Керівний склад попередніх скликань
| ПІБ                     | Основні відомості                                                                      | Дата обрання | Дата звільнення |
| ----------------------- | -------------------------------------------------------------------------------------- | ------------ | --------------- |
| Петрик Раїса Михайлівна | Сільський голова, 1952 року народження, позапартійна                                   | 26.03.2006   | 01.02.2008      |
| Моцар Ніна Василівна    | Сільський голова, 1948 року народження, освіта вища, член Комуністичної партії України | 01.06.2008   | 31.10.2010      |
| Моцар Ніна Василівна    | Сільський голова, 1948 року народження, освіта вища, член Комуністичної партії України | 31.10.2010   |                 |

Примітка: таблиця складена за даними джерела

### Депутати
За результатами місцевих виборів 2010 року депутатами ради стали:

#### За суб'єктами висування
| Суб'єкт висування                 | Кількість обраних депутатів | %    |
| --------------------------------- | --------------------------- | ---- |
| Партія регіонів                   | 7                           | 58,3 |
| Народна партія                    | 2                           | 16,7 |
| Комуністична партія України       | 1                           | 8,3  |
| Політична партія «Сила і честь»   | 1                           | 8,3  |
| Політична партія «Сильна Україна» | 1                           | 8,3  |

#### За округами
| № округу                          | Прізвище, ім'я, по батькові  | Дата визнання обраним | Освіта  | Партійна приналежність                | Відомості про обраного депутата |
| --------------------------------- | ---------------------------- | --------------------- | ------- | ------------------------------------- | ------------------------------- |
| Комуністична партія України       |                              |                       |         |                                       |                                 |
| 2                                 | Лапицький Сергій Іванович    | 05.11.2010            | вища    | позапартійний                         | ПСП ім. Щорса, пожежник         |
| Народна Партія                    |                              |                       |         |                                       |                                 |
| 8                                 | Пилипчик Олена Петрівна      | 05.11.2010            | вища    | позапартійна                          | Упр. ПФ, головний спеціаліст    |
| 9                                 | Бібік Андрій Валерійович     | 05.11.2010            | вища    | член Народної партії                  | Лісництво, лісничий             |
| Партія регіонів                   |                              |                       |         |                                       |                                 |
| 1                                 | Шевардина Алла Анатоліївна   | 05.11.2010            | вища    | позапартійна                          | Сільська рада, секретар         |
| 3                                 | Мойсеєнко Марина Анатоліївна | 05.11.2010            | середня | позапартійна                          | По догляду за дитиною           |
| 6                                 | Михальченко Ніна Іванівна    | 05.11.2010            | вища    | позапартійна                          | Сільська рада, бухгалтер        |
| 7                                 | Шумська Інна Валентинівна    | 05.11.2010            | середня | позапартійна                          | тимчасово не працює             |
| 10                                | Пресняков Павло Юрійович     | 05.11.2010            | середня | позапартійний                         | Дільниця осуш. систем           |
| 11                                | Аникієнко Василь Миколайович | 05.11.2010            | середня | позапартійний                         | Локомотивне депо, машиніст      |
| 12                                | Пилипчук Олександр Петрович  | 05.11.2010            | середня | член Партії регіонів                  | Міжшкільний комбінат, кочегар   |
| Політична партія «Сила і Честь»   |                              |                       |         |                                       |                                 |
| 5                                 | Лаписька Ніна Василівна      | 05.11.2010            | вища    | член Політичної партії «Сила і Честь» | Будинок культури, директор      |
| Політична партія «Сильна Україна» |                              |                       |         |                                       |                                 |
| 4                                 | Голодок Олександр Євгенович  | 05.11.2010            | вища    | позапартійний                         | УПСЗН РДА, головний спеціаліст  |